# ایپریل گلاسپی
آوریل کاترین گلاسپی (به انگلیسی: April Catherine Glaspie) (زادهٔ ۲۶ آوریل ۱۹۴۲) یک دیپلمات آمریکاییست، که بیش‌تر برای نقشش در رویدادهایی که به جنگ خلیج فارس در سال ۱۹۹۱ انجامید، معروف است.

## زندگینامه
گلاسپی در ونکوور در استان بریتیش کلمبیا در کانادا به دنیا آمد و در دانشگاه اوکلند کالیفرنیا در سال ۱۹۶۳ فارغ‌التحصیل شد و از مدرسهٔ مطالعات سطح بالای بین‌الملل پائول ه. نیتزه از دانشگاه جانز هاپکینز در سال ۱۹۶۵ فارغ‌التحصیل شد.
در سال ۱۹۶۶ گلاسپی وارد سرویس خارجی ایالات متحده شد. جایی که او به یک متخصص و ویژه‌گر خاورمیانه تبدیل شد. پس از کارمندی در کویت، سوریه و مصر، گلاسپی در سال ۱۹۸۹ به سفیری در عراق گماشته شد.
او نخستین زنی بود که به سفیری آمریکا در یک کشور عربی رسید. او به عنوان یک عرب‌شناس دارای شهرت بود و بر پایهٔ گسترش روابط فرهنگی و بازرگانی با رژیم عراق بود.
سپس او به عنوان نمایندهٔ آمریکا در سازمان ملل در نیویورک به خدمت پرداخت. او پس‌تر به عنوان سرکنسول در شهر کیپ‌تاون آفریقایی جنوبی، گماشته شد که نزولی برای یک دیپلمات که به خدمت در خاور میانه پرداخته به شمار می‌رفت. او تا بازنشستگی در سال ۲۰۰۲ در این جایگاه باقی‌ماند.

## سفیر آمریکا در عراق

### دیدار باصدام حسین

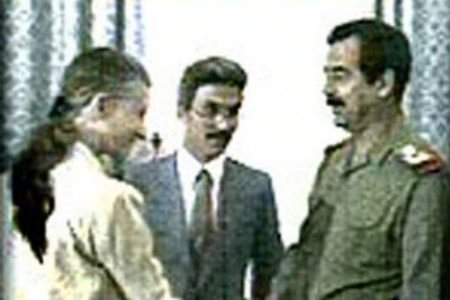

انتصاب گلاسپی به عنوان سفیر آمریکا در عراق پس از سال‌های ۱۹۸۰ تا ۱۹۸۸ بود که ایالات متحده به پشتیبانی پنهانی از عراق در طول جنگ عراق با ایران می‌پرداخت. اگرچه اندازهٔ کامل مساعدت‌های آمریکا به عراق در طول این زمان نامشخص است، ولی به نظر می‌رسد که قابل توجه بوده‌است. همچنین اتحاد جماهیر شوروی و فرانسه نیز کمک‌هایی به عراق عرضه کردند.
در این شرایط بود که گلاسپی نخستین دیدارش را در ۲۵ ژوئیه ۱۹۹۰ با رئیس جمهور عراق، صدام حسین و وزیر خارجه او طارق عزیز داشت. حداقل ۲ رونوشت از دیدارها منتشر شد. وزارت امور خارجهٔ آمریکا درستی این رونوشت‌ها را تایید نکرده‌است ولی گلاسپی در کتابخانهٔ بوش آن را منتشر کرد و از طریق نهاد مارگارت تاچر به صورت برخط گذاشته شد.
یکی از نسخه‌های رونوشت گلاسپی می‌گوید:
ما می‌توانیم ببینیم که شما سربازان بسیاری را در جنوب مستقر کرده‌اید. به طور معمول این به ما ربطی ندارد، ولی وقتی این در زمینهٔ تهدیدات شما بر ضد کویت روی دهد، برای ما معقول است که دخالت کنیم. به این دلیل، من دستوری دریافت کرده‌ام تا از شما پیرامون منظور شما، در روح دوستی - نه مقابله - بپرسم: چرا سربازانتان بسیار نزدیک به کویت گردآوری شده‌اند؟
در رونوشت پس‌تر گلاسپی می‌گوید:
ما هیچ نظری دربارهٔ کشمکش عرب با عرب شما نداریم، همانند نزاع شما با کویت. جیمز بیکر، وزیر خارجه من را برای تایید دستوری که نخست در دههٔ ۱۹۷۰ به عراق داده‌شد، فرستاده‌است، که موضوع کویت به آمریکا مربوط نیست.
در نسخهٔ دیگری از این رونوشت (آنی که در نیویورک تایمز در ۲۳ سپتامبر ۱۹۹۰ چاپ شد) گلاسپی می‌گوید:
ولی ما هیچ نظری دربارهٔ کشمکش‌های عرب با عرب شما نداریم، مانند اختلاف مرزی شما با کویت.
But we have no opinion on the Arab-Arab conflicts, like your border disagreement with Kuwait. I was in the American Embassy in Kuwait during the late '60s. The instruction we had during this period was that we should express no opinion on this issue and that the issue is not associated with America. James Baker has directed our official spokesmen to emphasize this instruction. We hope you can solve this problem using any suitable methods via Klibi [Chadli Klibi, Secretary General of the Arab League] or via President Mubarak. All that we hope is that these issues are solved quickly.